# GeForce 9

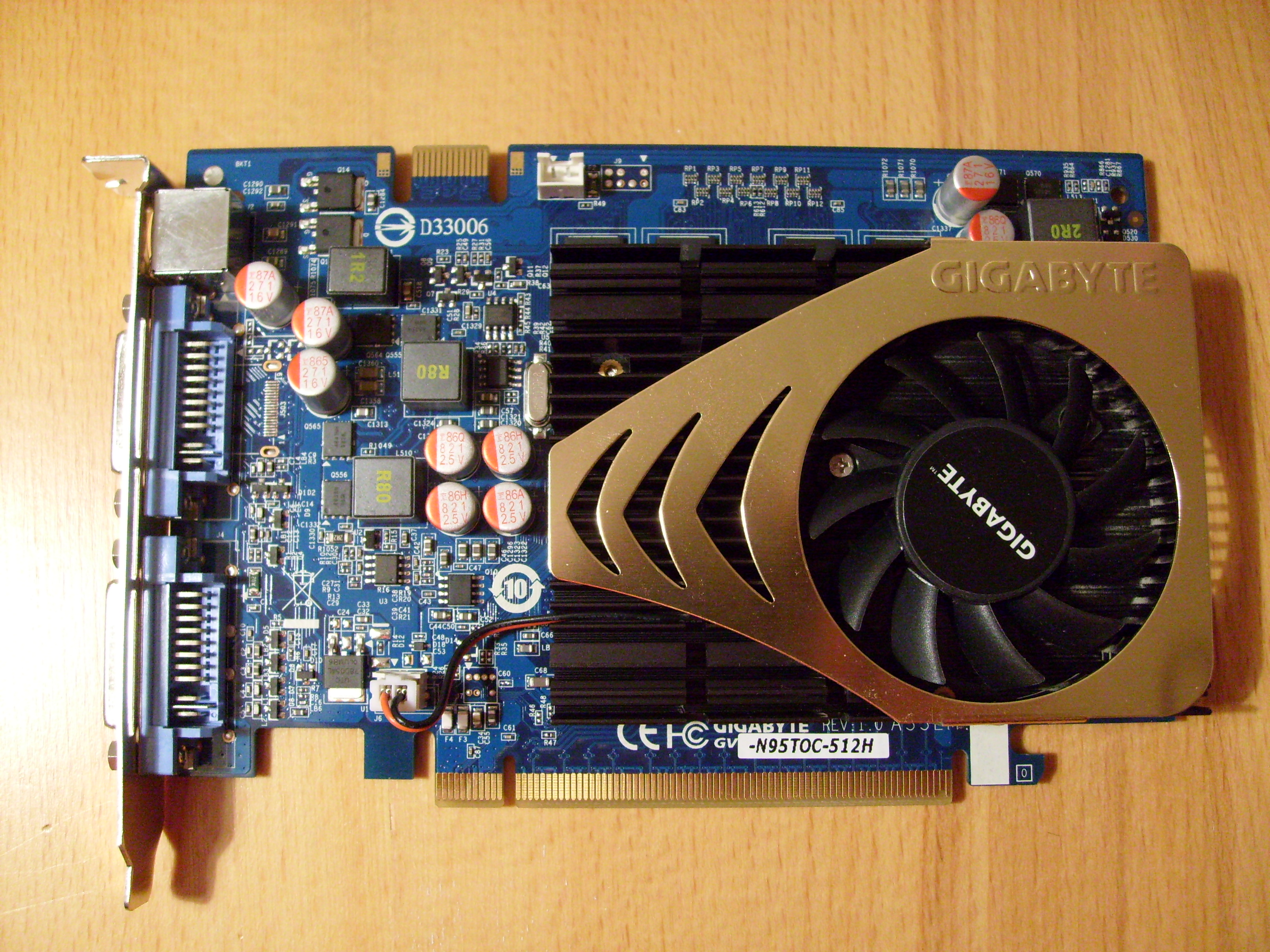
GeForce 9500 GT

GeForce 9 staví na úspěšné řadě GeForce 8 a hlavně slávě GeForce 8 Ultra/GTX jako krále výkonu a 8800GT jako krále poměru cena/výkon. Podporuje DirectX 10, Shader Model 4.0, OpenGL 2,1 a PCI-E 2.0. Výkonově jsou posazeny od nejnižší po nejvyšší třídu. Jádro se skládá z unifikovaných shaderů (u některých karet jako 9600GT jsou vylepšeny proti GeForce 8), ROPs, TMUs, paměťového řadiče a dalších.
Karty 9800GT a 9600GSO (96 unifikovaných shaderů) jsou jenom přejmenované karty řady GeForce 8.

## Specifikace
| DirectX      | 10  |
| OpenGL       | 2.1 |
| Shader model | 4.0 |

## Modely

### V tabulce
| Jméno GPU | Obchodní název                                                               |
| --------- | ---------------------------------------------------------------------------- |
| G92       | GeForce 9600GSO (96 unifikovaných shaderů) - pouze přejmenovaná 8800GSO      |
| G92       | GeForce 8800GT (112 unifikovaných shaderů)                                   |
| G92       | GeForce 8800GTS (96 unifikovaných shaderů)                                   |
| G92       | GeForce 8800GTS-512 (128 unifikovaných shaderů)                              |
| G92       | GeForce 9800GT (112 unifikovaných shaderů) - je to pouze přejmenovaná 8800GT |
| G92       | GeForce 9800GTX (128 unifikovaných shaderů)                                  |
| 2xG92     | GeForce G9800GX2 (2x128 unifikovaných shaderů)                               |
| G92b      | GeForce 9800GTX+ (128 unifikovaných shaderů)                                 |
| G94       | GeForce 9600GT (64 unifikovaných shaderů)                                    |
| G96       | GeForce 9400GT (16 unifikovaných shaderů)                                    |
| G96       | GeForce 9500GT (32 unifikovaných shaderů)                                    |

Stream procesory jsou jinak řečeno shader jednotky nebo unifikované shadery. Zde prezentované karty jsou referenční, nenajdete tu třeba Zotac AMP! veri a atd...

## Přehled

### GeForce 9400 GT
Nejlevnější a taky nejmíň výkonná karta z řady GeForce 9. Hodí se do kanceláří a HTPC. Mají malou spotřebu a díky tomu na ně stačí pasivní chladič, i když někteří výrobci na ně instalují aktivní chladiče. Jejím konkurentem by měla být AMD Radeon HD4350.
Osazené 65 nm jádro G96 má 16 unifikovaných shaderů, 8 TMUs jednotek, 4 ROPs jednotek, 128bitovou paměťovou sběrnici a teoretický výkon 67 GigaFlops.

### GeForce 9500 GS
Nižší model z řady GeForce 9500. Hodí se do HTPC a na kancelářské práce, případně nenáročné hraní starších her.
Osazené 65 nm jádro G96 má 32 unifikovaných shaderů, 16 TMUs jednotek, 8 ROPs jednotek a 128bitovou paměťovou sběrnici.

### GeForce 9500 GT
Výkonnější verze z řady GeForce 9500. Využití podobné jako u GeForce 9500 GS, to je umístění do HTPC a kanceláří a na nénaročné hraní starších her.
Osazené 55 nm jádro G96 má 32 unifikovaných shaderů, 16 TMUs jednotek, 8 ROPs jednotek, 128bitovou paměťovou sběrnici a teoretický výkon 134 Gigaflops.

### GeForce 9600 GSO
GeForce 9600 GSO s 96 unifikovanými shadery je pouze přejmenovaná GeForce 8800GSO, aby se prodaly čipy na skladě.
GeForce 9600 GSO s 48 unifikovanými shadery, 24 TMUs jednotek, 16 ROPs jednotek, 256bitovou paměťovou sběrnici staví na jádře G94 použitého u GeForce 9600 GT. Je o něco slabší, ale dá se použít na hraní moderních her bez velkých nároků na grafiku.

### GeForce 9600 GT
Střední řada 9600 a její nejlepší kousek GeForce 9600GT. Dobrý poměr mezi cenou a výkonem. Stačí na mnoho věcí. Jejím konkurentem by měla být AMD Radeon HD4670.
Osazené 55 nm jádro G94 má 64 unifikovaných shaderů, 32 TMUs jednotek, 16 ROPs jednotek, 256bitovou paměťovou sběrnici a teoretický výkon 312 Gigaflops.

### GeForce 9800 GT
Nejnižší model řady GeForce 9800. Proti ní byla postavena AMD Radeon HD4830.
Osazené 55/65 nm jádro G92a/b má 112 unifikovaných shaderů, 56 TMUs jednotek, 16 ROPs jednotek, 256bitovou paměťovou sběrnici a teoretický výkon 504 Gigaflops.

### GeForce 9800 GTX
Střední model řady GeForce 9800. Proti ní byla postavena AMD Radeon HD4850.
Osazené 65 nm jádro G92a má 128 unifikovaných shaderů, 64 TMUs jednotek, 16 ROPs jednotek, 256bitovou paměťovou sběrnici a teoretický výkon 648 Gigaflops

### GeForce 9800 GTX+
Nová verze středního modelu řady GeForce 9800 na 55 nm. Proti ní byla postavena AMD Radeon HD4850.
Osazené 55 nm jádro G92b má 128 unifikovaných shaderů, 64 TMUs jednotek, 16 ROPs jednotek, 256bitovou paměťovou sběrnici a teoretický výkon 705 Gigaflops

### GeForce 9800 GX2
Nejvyšší model a taky nejvýkonnější, je spojen z dvou karet a má díky tomu 2 čipy, využívá k tomu technologii SLI. Proti ní byla postavena AMD Radeon HD3870 X2 a HD4870 X2.
Osazené 65 nm jádro G92a má 2x 128 unifikovaných shaderů, 2x 64 TMUs jednotek, 2x 16 ROPs jednotek, 2x 256bitovou paměťovou sběrnici a teoretický výkon 2x 576 Gigaflops

## Řada GeForce 9400
Nejnižší řada. Vhodná pouze do HTPC a kanceláře. Nepodává vysoký grafický výkon, přesto na videa a 2D zobrazovaní to bohatě stačí. Na přelomu 2008/2009 se začal používat v platformě Nvidia ION.
| Grafika | Název jádra | Nanotechnologie | Počet unifikovaných shaderů | Frekvence čipů | Frekvence shader jednotek | TMUs jednotky | ROPs jednotky |
| 9400 GT | G96/D9M     | 55 nm           | 16                          | 550 MHz        | 1.35 - 1.4 GHz            | 8             | 4             |

| Teoretický výkon | Teoretický výkon  | Teoretický výkon       | Teoretický výkon       |                  |
| ---------------- | ----------------- | ---------------------- | ---------------------- | ---------------- |
| Grafika          | Texture Fill Rate | Texture Fill Rate FP16 | Texture Fill Rate FP32 | Teoretický výkon |
| 9400 GT          | 4.4 billion/sec   | 2.2 billion/sec        | N/A                    | 67.2 Gigaflops   |

| Grafika | Frekvence pamětí DDR2 | Standardní velikost DDR2 | Frekvence pamětí GDDR3 | Standardní velikost GDDR3 | Šířka paměťové sběrnice | Propustnost pamětí |
| 9400 GT | 700-800 MHz           | 256, 512, 1024 MB        | 1600 MHz               | 256 MB                    | 128bit                  | 12.8 - 25.6 GB/s   |

| Grafika | SLI®-ready | PureVideo® Technologie | PhysX™-ready | CUDA™ Technologie | PCI-E   | HybridPower™ Technology |
| 9400 GT | ne         | HD                     | ano          | ano               | 2.0 x16 | GeForce Boost           |

| Grafika | Maximální digitální rozlišení | Maximální VGA rozlišení | Standardní konektory | Podpora více monitorů | HDCP | HDMI        | Zvukový výstup pro HDMI |
| 9400 GT | 2560x1600                     | 2048x1536               | Dual Link DVI, HDTV  | ano                   | ano  | Via adapter | SPDIF                   |

| Specifikace karty/PCB | Specifikace karty/PCB | Specifikace karty/PCB | Specifikace karty/PCB | Specifikace karty/PCB |
| --------------------- | --------------------- | --------------------- | --------------------- | --------------------- |
| Grafika               | Výška                 | Šířka                 | Délka                 |                       |
| 9400 GT               | 11,11 cm              | 1-slotová             | 16,76 cm              |                       |

| Provozní vlastnosti | Provozní vlastnosti | Provozní vlastnosti | Provozní vlastnosti | Provozní vlastnosti         |
| ------------------- | ------------------- | ------------------- | ------------------- | --------------------------- |
| Grafika             | Teplota GPU         | Spotřeba            | Min. potřebný zdroj | Potřebné napájecí konektory |
| 9400 GT             | do 105 °C           | 50 W                | 300 W               | ne                          |

## Řada GeForce 9600
Patří do střední třídy a podle toho taky podávají grafiky z této řady výkon. Ale pozor na GeForce 9600GSO s 96 unifikovanými shadery, je to pouze přejmenovaná GeForce 8800GSO. GeForce 9600GSO s 48 unifikovanými shadery vychází z GeForce 9600GT (jádra G94/D9M), a tak je to plnohodnotná grafická karta řady GeForce 9. I když se v obchodech nerozlišují, pro jejich rozlišení je níže poznámka 48 a 96 jako počet unifikovaných shaderů.

### Specifikace GPU
| Grafika   | Název jádra | Nanotechnologie | Počet unifikovaných shaderů | Frekvence čipů | Frekvence shader jednotek | TMUs jednotky | ROPs jednotky |
| 9600GSO96 | N/A         | 65 nm           | 96                          | 550 MHz        | 1,375 GHz                 | 48            | 16            |
| 9600GSO48 | G94/D9M     | 55 nm           | 48                          | 650 MHz        | 1,625 GHz                 | 24            | 16            |
| 9600 GT   | G94/D9M     | 55 nm           | 64                          | 650 MHz        | 1,625 GHz                 | 32            | 16            |

### Teoretický výkon
| Grafika   | Texture Fill Rate | Texture Fill Rate FP16 | Texture Fill Rate FP32 | Teoretický výkon |
| 9600GSO96 | 26,4 billion/s    | 13,2 billion/s         | 3,3 billion/s          | 396 Gigaflops    |
| 9600GSO48 | 15,6 billion/s    | 10,4 billion/s         | N/A                    | 234 Gigaflops    |
| 9600 GT   | 20,8 billion/s    | 10,4 billion/s         | N/A                    | 312 Gigaflops    |

### Specifikace paměťové části
| Grafika        | Frekvence pamětí | Standardní velikost | Šířka paměťové sběrnice | Propustnost pamětí |
| 9600GSO96      | 0,8 GHz GDDR3    | 384/768 MB          | 192bit                  | 38,4 GB/s          |
| ASUS 9600GSO96 | 0,8 GHz DDR2     | 512 MB              | 128bit                  | 16,0 GB/s          |
| 9600GSO48      | 0,9 GHz GDDR3    | 512 MB              | 256bit                  | 57,6 GB/s          |
| 9600 GT        | 0,9 GHz GDDR3    | 512 MB              | 256bit                  | 57,6 GB/s          |

### Možnosti karty
| Grafika   | SLI®-ready      | PureVideo® Technologie | PhysX™-ready | CUDA™ Technologie | PCI-E   | HybridPower™ Technology |
| 9600GSO96 | 2-Way (2 karty) | HD                     | ano          | ano               | 2.0 x16 | ano                     |
| 9600GSO48 | 2-Way (2 karty) | HD                     | ano          | ano               | 2.0 x16 | ano                     |
| 9600 GT   | 2-Way (2 karty) | HD                     | ano          | ano               | 2.0 x16 | ano                     |

### Výstup na monitor
| Grafika   | Maximální digitální rozlišení | Maximální VGA rozlišení | Standardní konektory        | Podpora více monitorů | HDCP | HDMI        | Zvukový výstup pro HDMI |
| 9600GSO96 | 2560x1600                     | 2048x1536               | Dual Link DVI, HDTV         | ano                   | ano  | Via adapter | SPDIF                   |
| 9600GSO48 | 2560x1600                     | 2048x1536               | Two Dual Link DVI DVI, HDTV | ano                   | ano  | Via adapter | SPDIF                   |
| 9600 GT   | 2560x1600                     | 2048x1536               | Dual Link DVI, HDTV         | ano                   | ano  | Via adapter | SPDIF                   |

### Specifikace karty/PCB
| Grafika   | Výška    | Šířka     | Délka    |
| 9600GSO96 | 11,12 cm | 1-slotová | 22,86 cm |
| 9600GSO48 | 11,12 cm | 1-slotová | 22,86 cm |
| 9600 GT   | 11,12 cm | 2-slotová | 22,86 cm |

### Provozní vlastnosti
| Grafika   | Teplota GPU | Spotřeba | Min. potřebný zdroj | Potřebné napájecí konektory |
| 9600GSO96 | do 105 °C   | 105 W    | 400 W               | 6-PIN                       |
| 9600GSO48 | do 105 °C   | N/A      | N/A                 | 6-PIN                       |
| 9600 GT   | do 105 °C   | 90 W     | 400 W               | 6-PIN                       |

## Řada GeForce 9800
Nejvyšší řada GeForce 9. Má nejvyšší grafický výkon, ale taky spotřebu. Pokud někdo chce TOP z GeForce 9 měl by pouze šáhnout po modelech odsud. nVidie vyvíjí vždy nejdřív HIGH-END a pak od toho vydává nižší řady.

### Specifikace GPU čipu
| Grafika   | Název jádra | Nanotechnologie | Počet unifikovaných shaderů | Frekvence čipů | Frekvence shader jednotek | TMUs jednotky | ROPs jednotky |
| 9800 GT   | G92a, b     | 65 / 55 nm      | 112 / 128                   | 600 MHz        | 1.5 GHz                   | 56            | 16            |
| 9800 GTX  | G92a        | 65 nm           | 128                         | 675 MHz        | 1.688 GHz                 | 64            | 16            |
| 9800 GTX+ | G92b        | 55 nm           | 128                         | 738 MHz        | 1.836 GHz                 | 64            | 16            |
| 9800 GX2  | G92         | 65 nm           | 2x 128                      | 600 MHz        | 1.5 GHz                   | 2x 64         | 2x 16         |

### Teoretický výkon
| Grafika   | Texture Fill Rate     | Texture Fill Rate FP16 | Texture Fill Rate FP32 | Teoretický výkon |
| 9800 GT   | 33.6 / 38.4 billion/s | 16.8 / 19.2 billion/s  | 4.8 billion/s          | 504 Gigaflops    |
| 9800 GTX  | 43.2 billion/s        | 21.6 billion/s         | N/A                    | 648 Gigaflops    |
| 9800 GTX+ | 47.4 billion/s        | 23.7 billion/s         | N/A                    | 705 Gigaflops    |
| 9800 GX2  | 76.8 billion/s        | N/A                    | N/A                    | 2x 576 Gigaflops |

### Specifikace paměťové části
| Grafika   | Frekvence pamětí | Standardní velikost | Šířka paměťové sběrnice | Propustnost pamětí |
| 9800 GT   | 0.9 GHz          | 0.5 GB              | 256bit                  | 57.6 GB/s          |
| 9800 GTX  | 1.1 GHz          | 0.5 GB              | 256bit                  | 70.4 GB/s          |
| 9800 GTX+ | 1.1 GHz]         | 0.5 GB              | 256bit                  | 70.4 GB/s          |
| 9800 GX2  | 1 GHz            | 2x 0.5 GB           | 2x 256bit               | 2x 64 GB/s         |

### Možnosti karty
| Grafika   | SLI®-ready                      | PureVideo® Technologie | PhysX™-ready | CUDA™ Technologie | PCI-E   | HybridPower™ Technology |
| 9800 GT   | 2-Way (2 karty)                 | HD                     | ano          | ano               | 2.0 x16 | ano                     |
| 9800 GTX  | 2-Way (2 karty)/3-Way (3 karty) | HD                     | ano          | ano               | 2.0 x16 | ano                     |
| 9800 GTX+ | 2-Way (2 karty)/3-Way (3 karty) | HD                     | ano          | ano               | 2.0 x16 | ano                     |
| 9800 GX2  | Quad (až 4 čipy/2-3 karty)      | HD                     | ano          | ano               | 2.0 x16 | ano                     |

### Výstup na monitor
| Grafika   | Maximální digitální rozlišení | Maximální VGA rozlišení | Standardní konektory | Podpora více monitorů | HDCP | HDMI        | Zvukový výstup pro HDMI |
| 9800 GT   | 2560x1600                     | 2048x1536               | Dual Link DVI, HDTV  | ano                   | ano  | Via adapter | SPDIF                   |
| 9800 GTX  | 2560x1600                     | 2048x1536               | Dual Link DVI, HDTV  | ano                   | ano  | Via adapter | SPDIF                   |
| 9800 GTX+ | 2560x1600                     | 2048x1536               | Dual Link DVI, HDTV  | ano                   | ano  | Via adapter | SPDIF                   |
| 9800 GX2  | 2560x1600                     | 2048x1536               | DVI, HDMI            | ano                   | ano  | ano         | SPDIF                   |

### Specifikace karty/PCB
| Grafika   | Výška     | Šířka     | Délka     |
| 9800 GT   | 2-slotová | N/A       | 22,86 cm  |
| 9800 GTX  | 11,12 cm  | 2-slotová | 26,67 cm  |
| 9800 GTX+ | 11,12 cm  | 2-slotová | 26,67 cm  |
| 9800 GX2  | 2-slotová | 26,67 cm  | 2-slotová |

### Provozní vlastnosti
| Grafika   | Teplota GPU | Spotřeba | Min. potřebný zdroj | Potřebné napájecí konektory |
| 9800 GT   | do 105 °C   | 105 W    | 400 W               | 2x 6-PIN                    |
| 9800 GTX  | do 105 °C   | 140 W    | 450 W               | 2x 6-PIN                    |
| 9800 GTX+ | do 105 °C   | 141 W    | 400 W               | 2x 6-PIN                    |
| 9800 GX2  | do 105 °C   | 197 W    | 580 W               | 6-PIN + 8-PIN               |